# جو سو مين
جو سو مين (بالكورية: 조수민)‏ هي ممثلة كورية جنوبية، ولدت يوم 5 مارس 1999 في سول في كوريا الجنوبية.

## روابط خارجية
- جو سو-مين على موقع IMDb (الإنجليزية)
- جو سو-مين على موقع قاعدة بيانات الفيلم (الإنجليزية)